# Léčivá rostlina
Léčivá rostlina (léčivka či léčivá bylina) je taková rostlina, která obsahuje účinné látky příznivě ovlivňující nepříznivý stav organismu. Léčba pomocí rostlin se nazývá fytoterapie. K léčení jsou užívány tzv. drogy – určité části rostliny. Databázi v lékárnictví takto využívaných drog popisují lékopisy, které stanovují parametry oficiální drogy. Lékopisy neobsahují všechny léčivé rostliny. Z přibližně 3 700 taxonů vyšších rostlin rostoucích na území České republiky se v průběhu staletí k léčebným účelům užívalo asi 800 druhů a nyní se jich takto používá asi 200. Celosvětově je z 250 000 známých druhů vyšších rostlin k léčení používáno více než 10 000 druhů.

## Obsahové látky léčivých rostlin

### Alkaloidy
Alkaloidy jsou dusíkaté látky zásadité povahy; jsou to metabolity aminokyselin, v molekule mají vždy jeden nebo více atomů dusíku. V rostlinách většinou nejsou volné, vyskytují se téměř výhradně jako soli organických kyselin. Často mají silné fyziologické účinky a většinou jsou jedovaté. V rostlině zpravidla nebývá pouze jediný alkaloid, častěji se vyskytují ve skupině strukturálně příbuzné. Z důvodu významného farmakologického účinku jsou alkaloidy poměrně detailně prozkoumány. Vyskytují se u řádu liliotvarých, ocún, kýchavice, u čeledi makovitých, mák – alkaloidy morfin, papaverin, kodein, tebain a cca 20 dalších alkaloidů; vlaštovičník – alkaloid chelidonin a nejméně 15 dalších; pryskyřníkovitých, oměj – silně jedovatý alkaloid aconitin; lilkovitých, lilek, rulík – alkaloid atropin, scopolamin; blín, paprika; hvězdnicovitých bělotrn – nejedovatý alkaloid echinopsin; Největší obsah alkaloidů mají rostliny těsně před rozkvětem nebo v začátku květu. Na alkaloidy nejbohatšími částmi jsou semena, listy, kůra a kořeny; květy naproti tomu mají obsah výrazně menší. Bylo prokázáno, že obsah alkaloidů v rostlině kolísá v průběhu dne; jsou známé i pohyby alkaloidů mezi jednotlivými částmi rostliny. Tím byla prokázána aktivní úloha alkaloidů v metabolizmu rostliny. Vlastní funkce alkaloidů není zatím ještě zcela plně objasněna. Alkaloidy obsahuje i sklerocium paličkovice nachové-námel – ergolinové alkaloidy aj.
První alkaloid úspěšně izoloval Friedrich W. A. Sertürner v r. 1803 v Německu; jednalo se o morfin jakožto nejdůležitější alkaloid z máku. Poté následovaly další alkaloidy: strychnin (r. 1818); chinin (r. 1820); koniin (r. 1827); nikotin (r. 1828); atropin, kolchicin (r. 1833) atd.

### Glykosidy
Glykosidy jsou esterové deriváty sacharidů působící především svou nesacharidovou složkou. Obsah glykosidů v droze je závislý na době sklizně a vhodném způsobu sušení.
- Srdeční glykosidy – ovlivňují srdeční činnost a rostliny, které je obsahují jsou prudce jedovaté (náprstník, konvalinka vonná, hlaváček jarní).
- Fenolické glykosidy – používají se k desinfekci močových cest při zánětech (medvědice, brusinka).
- Antrachinonové glykosidy – mají projímavé účinky (krušina olšová, reveň).
- Thioglykosidy – ovlivňují trávení (křen, hořčice, lichořeřišnice).

### Flavonoidy
Flavonoidy jsou fenolytické látky náležející mezi rostlinné sekundární metabolity; mají vlastnosti podobné vitamínům. Celkem k flavonoidům patří přes 60 látek. Mají výrazné pozitivní biologické účinky, a proto se také označují jako bioflavonoidy. Podle chemické struktury se dělí na flavony, flavonoly, flavanony, antokyanidiny, katechiny atd. Z mnoha biologických účinků flavonoidů jsou nejvýznamnější zejména účinky antisklerotické, dále kladné působení na pružnost a pevnost cévních stěn, včetně zlepšování jejich prostupnosti. Nově se hovoří i o kancerostatickém působení některých flavonoidů. Mimoto je prokázán regenerační účinek na jaterní tkáně, dále účinek uroseptický. Některé z nich působí i jako významná spasmolytika a všechny pak obecně jako geriatrika, především pro jejich protektivní a regenerační účinek na stárnoucí organismus. Mezi zdroje flavonoidů patří např. nať routy vonné, nať pohanky, květ černého bezu a všechny drogy z hlohu, jakož i mnoho dalších.
Některé flavonoidy působí silně antioxidačně. Mezi zdroje nejsilnějších antioxidantů patří borůvky, černý rybíz, ostružiny, maliny, malinoostružiny, černý bez, hloh, třezalka, lékořice, aronie, lípa, grapefruity, nerafinovaný olivový olej, pohanka, červené víno, kakao, rajčata, ale i cibule. Ta například má vysoký obsah antioxidantu kvercetinu, který jak bylo prokázáno, brzdí růst rakovinných buněk, má protizánětlivé, antivirové a antibiotické účinky; dále snižuje vysokou hladinu cholesterolu, ředí krev a tím omezuje riziko embolií.

### Hormony
Hormony jsou v podstatě chemickými regulátory funkcí jednotlivých tělesných orgánů a jejich vzájemného vyváženého působení; jsou to sloučeniny, které slouží v těle mnohobuněčných organizmů (tj. rostlin i živočichů) jako v podstatě chemický posel informace od jedné buňky (nebo skupiny buněk) ke druhé. Z chemického hlediska je dělíme na deriváty aminokyselin, oligopeptidy, menší polypeptidy bílkovinného charakteru a steroidy. Hormony mají příznivý biologický účinek i při velmi nízkých koncentracích a jejich vyrovnaná hladina v krvi je základní podmínkou správné funkce celého organismu, jeho dobrého fyzického i psychického stavu. Látky podobné ženským pohlavním hormonům jsou obsaženy například v lékořici, ve chmelu, v květu jeřábu, ale obsahují je i brambory. Látky podobné mužským pohlavním hormonům obsahuje např. plod kaštanu. Látky podobné dalším steroidům jsou např. v lékořici, kořeni jehlice trnité (Ononis spinosa) atd.

### Enzymy
Enzymy jsou důležité látky bílkovinného charakteru, které v organismu fungují jako katalyzátory při různých biologických procesech. Patří mezi ně například známý pepsin, který reguluje trávicí pochody a zlepšuje peristaltiku; trypsin, který rozkládá odumřelé tkáně a působí detoxikačně; nebo trombin, který ovlivňuje srážlivost krve. Některé rostlinné enzymy spolupracují při rozkladu bílkovin. Jsou to především protázy a proteinázy, které jsou obsaženy v tropickém ovoci jako ananas, papaya, fíky. Enzymy nazýváme podle mezinárodní nomenklatury a je pro ně vyhrazena koncovka -asa (áza). Tak například glukosidázy působí jako katalyzátory při štěpení polysacharidů atd. Enzymy se v organizmu zúčastňují většiny životních dějů a pochodů; ve většině rostlin se nacházejí v poměrně velkém množství. Pokud chceme, aby tělo enzymy z rostlin efektivně využilo, měli bychom přednostně používat byliny a zeleninu v surovém stavu, např. ve formě šťávy. Správným sušením se sice většina enzymů zachová, avšak vykazují již nižší účinnost. Naproti tomu varem léčivé drogy, např. při přípravě čaje se všechny enzymy zničí.

### Silice neboli éterické oleje
Silice jsou vonné olejovité látky nerozpustné ve vodě. Siličné drogy mohou být použity jako léčiva:
- Na podporu trávení – (fenykl, anýz, kmín kořenný, hřebíček).
- Močopudné – (jalovec, celer, petržel).
- Uklidňující – (meduňka, kozlík lékařský, dobromysl).
- Desinfekční – (mateřídouška, šalvěj, heřmánek, myrta).
- Proti parazitům – (česnek, pelyněk, řimbaba)

Mnohé siličné rostliny se uplatňují také jako koření (badyán, skořice, pepř černý, zázvor, aj.).

### Třísloviny
Třísloviny jsou deriváty kyseliny gallové. Mají svíravou chuť a schopnost srážet bílkoviny, alkaloidy a těžké kovy. Proto se uplatňují při průjmech, otravách alkaloidy, drobných poraněních apod. Jsou účinnými látkami dubu, borůvky, ostružiníku, řepíku aj.

### Hořčiny
Hořčiny (amara) jsou chemicky nejednotné látky hořké chuti, které dráždí chuťové buňky a povzbuzují činnost trávicího ústrojí a žláz s vnitřním vyměšováním. Najdeme je např. u hořce, pelyňku, zeměžluči či puškvorce.

### Fytoncidy
Fytoncidy jsou látky, které vyšší rostliny vytvářejí jako ochranu proti cizím organismům. Mají antibiotický účinek. Najdeme je v česneku, cibuli, tymiánu, křenu, bezu aj.

### Vitamíny
Vitamíny jsou látky nezbytné pro život, které si lidský organismus až na výjimky nedokáže sám vytvořit. Jejich nedostatek se projevuje avitaminózami. V léčivých rostlinách lze nalézt tyto vitamíny:
- Vitamín A (ve formě provitamínu A) – mrkev, rajče, brusinka.
- Skupina vitamínů B – obilniny, ořechy, zelenina.
- Vitamín C – obecně v ovoci a zelenině, nejvyšší obsah mají šípky, rakytník[3], černý rybíz,brokolice, citrusy aj.
- Vitamín E – sója, salát, podzemnice olejná.
- Vitamín K – listová zelenina, rostlinné oleje.

### Sacharidy
Sacharidy jsou produkty fotosyntézy v zelených částech rostlin. Jednoduché cukry jako glukóza a fruktóza slouží jako zdroje energie, složitější polysacharidy slouží jako stavební látky (celulóza) či látky zásobní (škroby).

### Oleje a tuky
Oleje a tuky jsou sloučeniny glycerolu a mastných kyselin. Dělíme je na:
- Nevysýchavé (olivový, mandlový).
- Polovysýchavé (řepkový, podzemnicový).
- Vysýchavé (lněný, kakaový).
- Speciální (ricinový, krotonový)

## Sbírané části

### Nať
Nať (herba) – nadzemní část rostliny, spojující kořen s listy. Nať sbíráme např. u pelyňků, mateřídoušek či routy.

### List
List (folium) – postranní orgán rostliny, ve kterém probíhá fotosyntéza. Listovou drogu poskytuje např.: ostružiník, medvědice, brusinka.

### Květ
Květ (flos) – rozmnožovací orgán vyšších rostlin, který vznikl přeměnou listů a koncové části stonku. Příklady: hloh, lípa, třezalka.

### Plod
Plod (fructus) – konečná část vývoje rozmnožovacích orgánů rostliny. Sbíráme např. u černého rybízu, bezu černého, moruše.

### Semeno
Semeno (semen) – vznikají přeměnou vajíček v semeníku. Semenné drogy jsou mák setý, kmín, kaštan a jiné.

### Kůra
Kůra (cortex) – může mít různou podobu, od tenké několikamilimetrové, až po rozbrázděnou mnohavrstevnou kůru, která se postupně odlupuje. Takto rozbrázděná kůra se nazývá borka vrby, dubu, trnky, břízy apod.

### Dřevo
Dřevo (lignum) – vnitřní část kmenů a větví stromů a keřů. Sbírá se jen výjimečně, drogy poskytují např. jalovec či santal.

### Kořen
Kořen (radix) – podzemní část rostlin, který upevňuje rostlinu v zemi a přijímá živiny z půdy. Z kořenových drog lze uvést např. kostival, křen, proskurník lékařský.

### Oddenek
Oddenek (rhizoma) – je vlastně podzemní část stonku, pomocí něhož rostlina překonává nepříznivé období. Oddenky používáme z kosatce, pýru, puškvorce, zázvoru a dalších.

### Cibule
Cibule (bulbus) – zkrácený stonek se zdužnatělou šupinami nebo spodinami listů. Cibule poskytují česnek medvědí, česnek kuchyňský či cibule kuchyňská.

### Hlíza
Hlíza (tuber) – rostlinný orgán různého původu v němž se ukládají živiny. Příkladem hlízových drog jsou slunečnice topinambur a brambory.

### Plodnice
Plodnice (carposoma) – část hub, která slouží k tvorbě spor a následnému rozmnožování. Příklady sbíraných plodnic jsou rezavec šikmý, penízovka sametonohá a pečárka polní.

### Pupen
Pupen (gemma) – nejmladší stadium stonku nebo květu rostlin. Pupeny sbíráme u buku lesního, jedle bělokoré, topolu a dalších rostlin. Léčením pomocí pupenů se zabývá gemmoterapie.

## Sběr, sušení a skladování

### Sběr
Sběr je prvním krokem k získání léčivé drogy a je při něm nutno dodržovat určité zásady. U většiny druhů je při sběru a úpravách žádoucí dodržovat bezpečnostní pokyny. A to nejen pro obsah toxických látek vstřebatelných sliznicemi a kůží. Dále je nutné sbíranou rostlinu bezpečně znát. Sbírají se zdravé, chorobami a hmyzem nenapadené rostliny. Je nutné dbát na čistotu drogy a vyhnout se příměsím. Nasbíraný materiál je, až na opačné výjimky, nezbytné ihned zpracovat, rychle dochází k fyziologickým změnám. Nasbírané rostliny se ukládají volně, nemačkají se a suší co nejdříve po sběru. Sběr rostlin v přírodě je omezen zákonem.
Je nutné si počínat ohleduplně, aby rostlina na místě sběru nebyla vyhubena. Proto se sbírá pouze tam, kde je hojná a část rostlin se vždy nechává nedotčena.[zdroj?]
Obsah účinných látek není konstantní, obecně platí, že u nadzemních částí rostlin je maximální v období od počátku kvetení do tvorby plodů. Podzemní části rostliny mají naopak největší obsah účinných látek v době vegetačního klidu. Obsah účinných látek v droze může být snížen nebo zvýšen posklizňovou úpravou, například u Angelica archangelica. Některé drogy se získávají destilací, lisováním, extrakcí a dalšími postupy.

### Sušení
Přípravě před úpravou a sušení se musí věnovat velká pozornost. Optimální teplota a podmínky úpravy se liší podle druhu drogy. U sušení je třeba dodržovat přesné podmínky. Často je také nutné drogu sušit v tenké vrstvě. Při sušení může být u některých drog zhnědnutí nebo zčernání znakem znehodnocení. Poškozený materiál se musí vyřadit.

### Zamrazení
Bylinky je možné skladovat i zamrazené. Alespoň polovina účinných látek se takto zachová.[zdroj?] Tento způsob ale není příliš rozšířený.

### Skladování
Rostlinné drogy se skladují v suchu, tmě a chladu v hermeticky uzavřených skleněných nádobách či plechových krabicích. Skladování v plátěných pytlících není příliš vhodné, protože droga není chráněna před vzdušnou vlhkostí a ztrátě aromatických látek.
Účinnost dobře uskladněných drog je v průměru dva roky, přičemž platí, že "tvrdé" drogy jako jsou dřeva, kůry či kořeny mají delší životnost než drogy "měkké", což jsou zejména drogy květové, které vydrží sotva do příští sklizně.